# Pilates
Pilates (Pilates-metoden) er en fysisk metode til udviklingen af kroppen gennem fysiske tiltag, som blev udviklet af tyskeren Joseph Pilates, tidligt i det 20. århundrede.
Pilates kaldte sin metode Contrology (kontrol), fordi han mente at programmet bruger hjernen til at kontrollere muskelmassen på udøveren.
Programmet fokuserer på rygmusklerne, der holder legemet i balance og som er nødvendige for støtte af rygraden.
Øvelserne i programmet omfatter vejrtrækningskontrol, stabilisering af rygraden, styrke af ryg- og brystmuskler o. a., hvilket blandt andet er effektivt over for rygsmerter og udvikler den fysiske formåen.

## Beskrivelse
En systematisk gennemgang af Pilates i 2012 undersøgte litteraturen for at danne en generel beskrivelse af Pilates og fandt ud af, at det kunne beskrives som "en mind-body-øvelse, der kræver kernestabilitet, styrke og fleksibilitet samt opmærksomhed på muskelkontrol, kropsholdning og vejrtrækning".
Ifølge New York Times kan Pilates "tilpasses en række forskellige fitnessmål, aldre og evner". Pilates er ikke en kardiovaskulær træning, men snarere styrke- og fleksibilitetstræning. Der er forskellige elementer, der er med til at adskille Pilates fra andre former for styrketræning. Pilates lægger f.eks. stor vægt på vejrtrækning og på at skabe en forbindelse mellem krop og sind. Joseph Pilates siger endda: "Først og fremmest skal du lære at trække vejret ordentligt". Deltagerne bruger bevidst kernen og åndedrættet til alle former for bevægelse.

## Effektivitet
Ud fra de begrænsede tilgængelige data kan det konkluderes ud fra statistisk og klinisk signifikante resultater, at Pilates har vist sig effektiv som et redskab til rehabilitering af en lang række tilstande.
I 2015 offentliggjorde den australske regerings sundhedsministerium et metastudie, der gennemgik den eksisterende litteratur om 17 alternative behandlingsformer, herunder pilates, for at afgøre, om nogen af dem var egnede til at blive dækket af sundhedsforsikringen. Gennemgangen viste, at på grund af det lille antal og den metodisk begrænsede karakter af de eksisterende undersøgelser, var effekten af Pilates usikker. I 2017 beskrev den australske regering derfor denne praksis som en, der ikke ville være berettiget til forsikringstilskud, og sagde, at det ville "sikre, at skatteydernes penge bliver brugt korrekt, i stedet for at de bliver brugt på behandlinger, der ikke har noget bevis for at støtte dem".